# Betzenstein

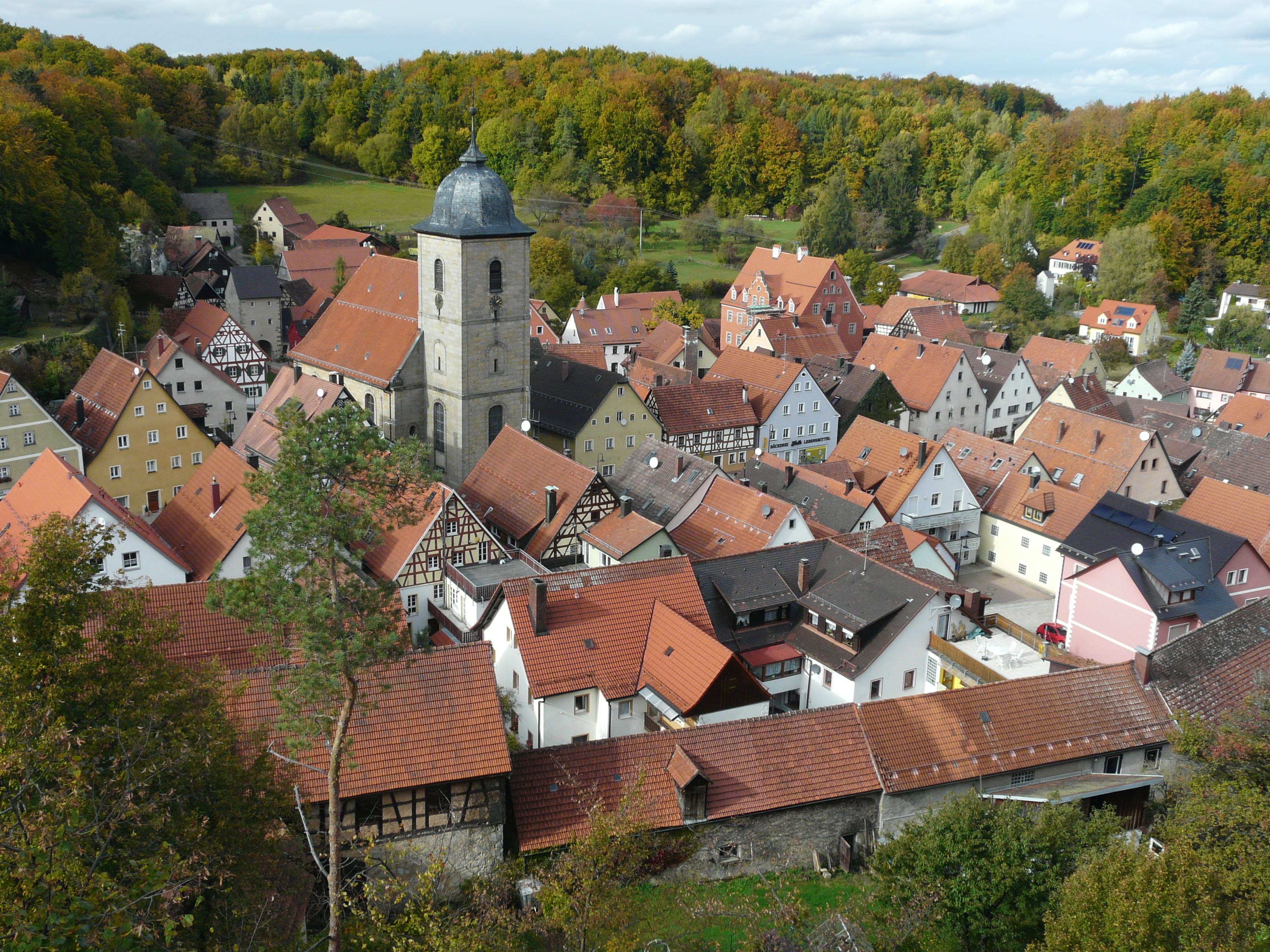
Betzenstein, mit dem ehemaligen Pflegamtsschloss im Hintergrund

Betzenstein (ⓘ) ist eine Stadt im oberfränkischen Landkreis Bayreuth. Sie ist Sitz der Verwaltungsgemeinschaft Betzenstein.

## Geografie
Der Ort liegt im Naturpark Fränkische Schweiz am nordwestlichen Rand der Hersbrucker Alb am Übergang zur Fränkischen Schweiz.

### Nachbargemeinden
Nachbargemeinden sind, von Norden beginnend, im Uhrzeigersinn: Pegnitz, Plech, Velden, Kirchensittenbach, Schnaittach, Simmelsdorf, Hiltpoltstein, Obertrubach und Pottenstein.

### Gemeindegliederung
Betzenstein hat 23 Gemeindeteile (in Klammern ist der Siedlungstyp angegeben):
- Altenwiesen (Weiler)
- Betzenstein (Hauptort)
- Eckenreuth (Dorf)
- Eibenthal (Einöde)
- Eichenstruth (Dorf)
- Hetzendorf (Dorf)
- Höchstädt (Dorf)
- Hüll (Kirchdorf)
- Hunger (Weiler)
- Illafeld (Dorf)
- Klausberg (Dorf)
- Kröttenhof (Weiler)
- Leupoldstein (Dorf)
- Mergners (Dorf)
- Münchs (Weiler)
- Ottenberg (Weiler)
- Reipertsgesee (Dorf)
- Riegelstein (Kirchdorf)
- Schermshöhe (Weiler)
- Spies (Dorf)
- Stierberg (Dorf)
- Waiganz (Weiler)
- Weidensees (Dorf)

Des Weiteren gibt es die Wohnplätze Hersbrucker Hütte, Laufer Hütte und Windmühle.
Es gibt auf dem Gemeindegebiet die Gemarkungen Betzenstein, Leupoldstein, Ottenberg, Spies, Stierberg und Weidensees. Die Gemarkung Betzenstein hat eine Fläche von 2,995 km². Sie ist in 1251 Flurstücke aufgeteilt, die eine durchschnittliche Flurstücksfläche von 2394,33 m² haben.

### Verwaltungsgemeinschaft
Die Stadt bildet mit der Marktgemeinde Plech eine Verwaltungsgemeinschaft.

## Geschichte
Betzenstein wurde 1187 mit Friedrich von Betzenstein erstmals urkundlich erwähnt. 1359 erteilte Kaiser Karl IV. das Markt- und Stadtrecht. Von 1505 bis zur Eingliederung in Bayern im Jahr 1806 gehörte das Pflegamt Betzenstein zum Gebiet der Reichsstadt Nürnberg, die ab 1500 zum Fränkischen Reichskreis gehörte. Zwischen 1543 und 1547 wurde eine Stadtmauer errichtet, 1543 bis 1549 der sog. Tiefe Brunnen zur Verbesserung der Wasserversorgung ausgehoben. Für das Jahr 1611 vermerken die Chroniken eine Änderung der Bezeichnung „Markt Betzenstein“ zu „Stadt Betzenstein“ in den Aufzeichnungen des Pflegers. Im Dreißigjährigen Krieg erlebte Betzenstein abwechselnde Einquartierungen von Schwedischen, Bamberger und Bayerischer Truppen. Nach dem Friedensschluss von 1648 waren 60 % bis 80 % der Höfe im Umland verwaist, 90 % des Ackerlandes lag wüst, die Weiden waren zerstampft.

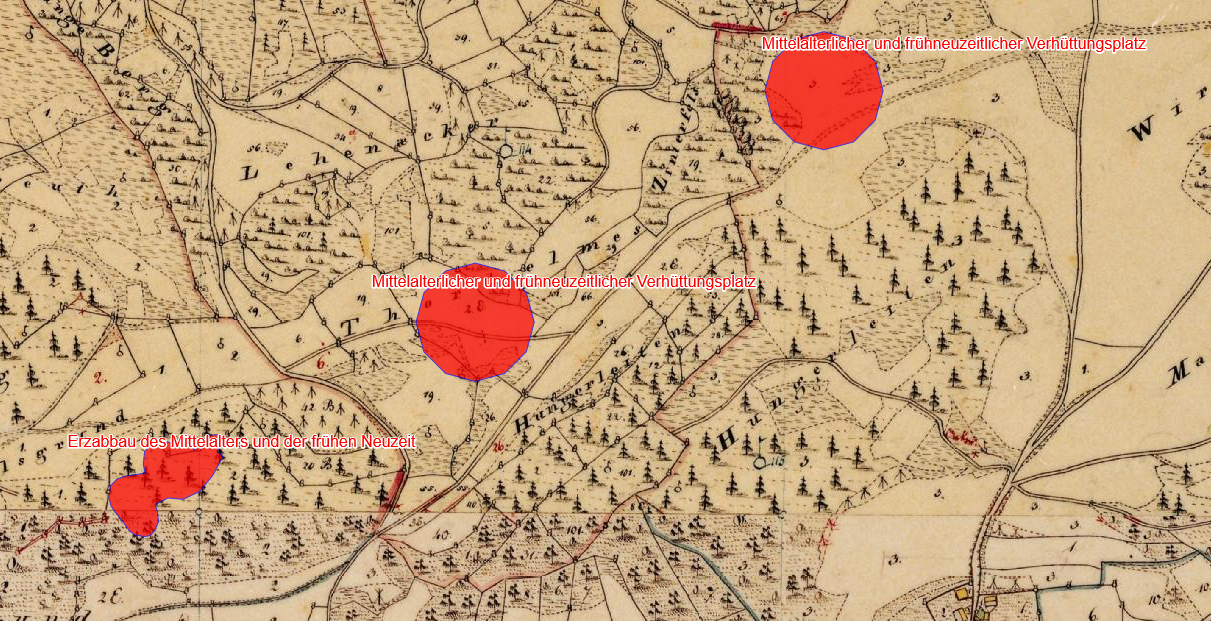
Lageplan des Eisenerzabbaus und der Eisenwerke bei Betzenstein auf dem Urkataster von Bayern

Am 7. August 1806 wurde das Pflegamt Betzenstein aufgelöst und der Ort dem Landgericht Pottenstein untergeordnet.
In der Umgebung wurde bis ins 20. Jahrhundert Hopfen angebaut. Die auf dem Hopfenweltmarkt führende Familie Barth hat ihre Wurzeln in Betzenstein. Das Stammhaus mit seinen typischen Hopfendarren im steilen Satteldach steht noch auf dem Marktplatz. Ebenfalls von großer Bedeutung waren bis Ende des 19. Jahrhunderts der Eisenerzabbau und die Erzverhüttung.

## Eingemeindungen
Im Zuge der Gebietsreform in Bayern wurden am 1. Januar 1972 wurden die Gemeinden Leupoldstein, Ottenberg, Spies, Stierberg und Weidensees eingegliedert.

### Einwohnerentwicklung
Im Zeitraum von 1988 bis 2018 wuchs die Stadt von 2257 auf 2475 um 218 Einwohner bzw. um 9,7 %. Ein Höchststand wurde am 31. Dezember 2004 mit 2598 Einwohnern erreicht.

## Politik

### Bürgermeister
Bürgermeister ist seit 2008 Claus Meyer (Freie Wähler).

### Stadtrat
Seit der letzten Kommunalwahl am 15. März 2020 hat der Stadtrat 14 Mitglieder. Die Wahlbeteiligung lag bei 68,27 %. Die Wahl brachte folgendes Ergebnis:
|  | CSU                | 4 Sitze | (27,38 %) |
|  | Wählergemeinschaft | 3 Sitze | (20,88 %) |
|  | Freie Wähler       | 4 Sitze | (33,13 %) |
|  | Unabhängige Bürger | 3 Sitze | (18,61 %) |

Weiteres Mitglied und Vorsitzender des Stadtrates ist der Bürgermeister.

### Wappen
| Wappen von Bechhofen | Blasonierung: „In Silber ein blauer Balken überdeckt mit einem gespaltenen Schild; darin vorne in Gold ein halber, rot gezungter schwarzer Adler am Spalt, hinten fünfmal schräg geteilt von Rot und Silber.“ |
| Wappen von Bechhofen | Wappenbegründung: Kaiser Karl IV. verlieh 1359 den Landgrafen von Leuchtenberg die Hochgerichtsbarkeit für Betzenstein sowie das Stadt- und Marktrecht. Aus dem Jahr 1395 ist ein Siegel im Abdruck überliefert mit der Umschrift S. VNIVERSITATIS CIVIVM DE PECZENSTEIN und dem Wappen der Landgrafen von Leuchtenberg, einem blauen Balken in Silber. Die Landgrafen waren damals die Ortsherren von Betzenstein. Sie verkauften 1418 die Burg und den Markt an die Wittelsbacher. 1504 erwarb die Reichsstadt Nürnberg die Ortsherrschaft und richtete dort ein Pflegamt ein. In dieser Zeit änderte sie auch das Wappen. Der blaue Balken wurde mit dem gespaltenen Schild der Reichsstadt belegt. Bis zum Übergang Nürnbergs 1806 an Bayern hatte Nürnberg die Ortsherrschaft und Landeshoheit in Betzenstein inne. 1819 mussten der Adler rot und die hintere Schildhälfte in den bayerischen Landesfarben Silber und Blau tingiert werden. Der rote Adler wurde seitdem als brandenburgischer Adler fehlgedeutet. |

## Kultur und Sehenswürdigkeiten

### Museum
Bis 2010 gab es im Ort das Anton-Buchner-Heimatmuseum mit geschichtlichen Zeugnissen sowie fossilen und mineralogischen Sammlungen. 
 Ein Teil dieser geschichtlichen und mineralogischen Sammlung ist heute in der Touristinformation Betzenstein ausgestellt.

### Bauwerke

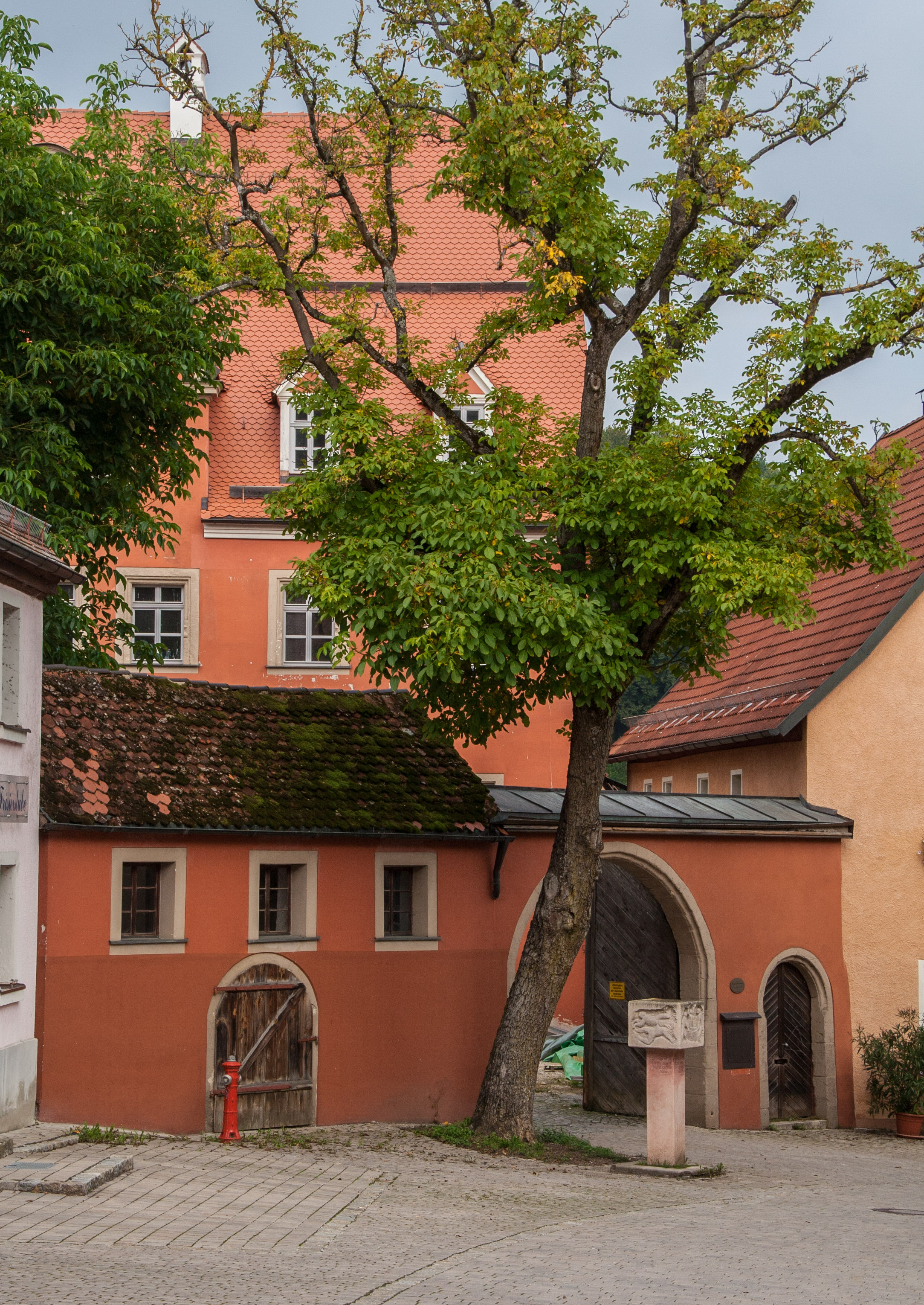
Ehemaliges Pflegamtsschloss

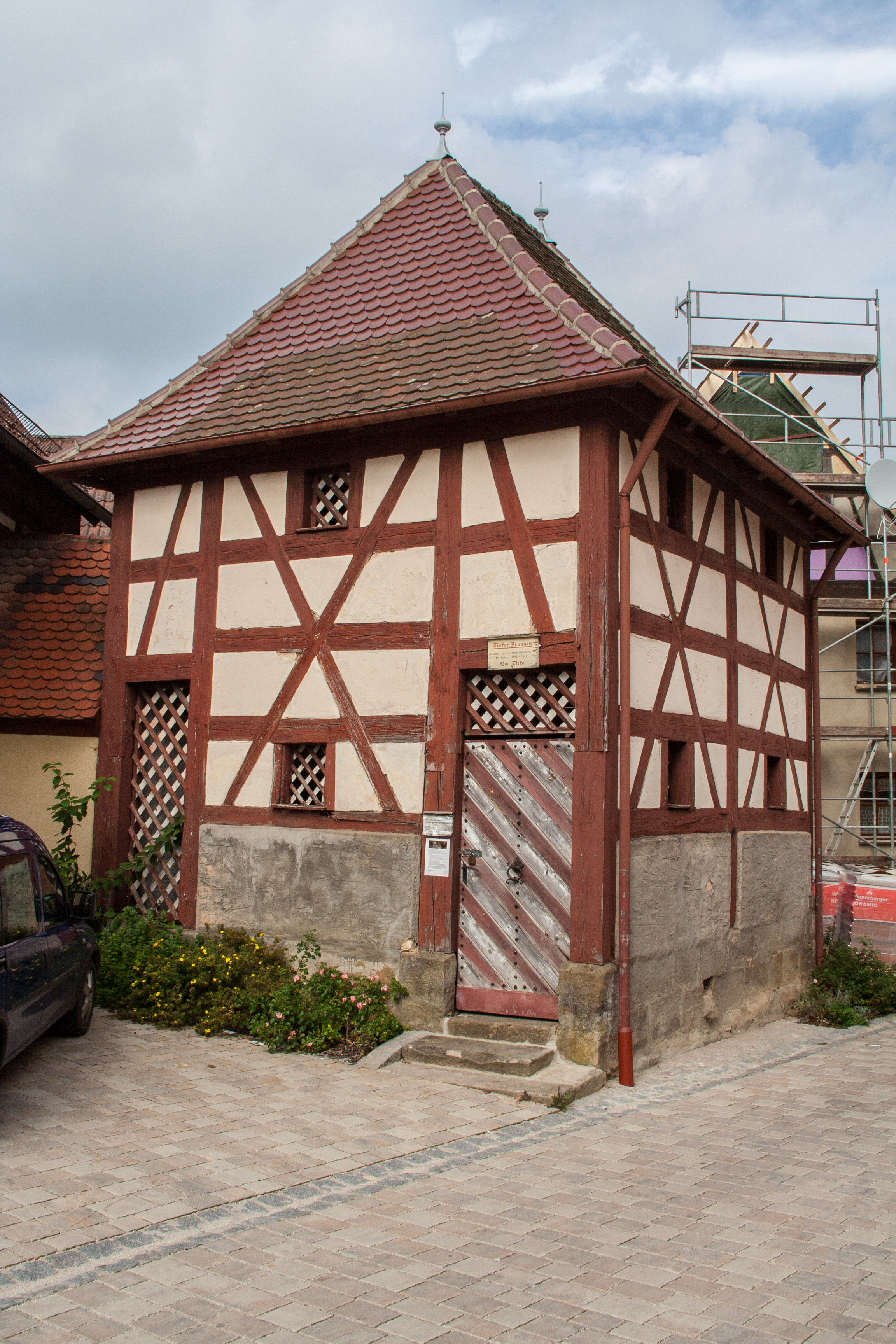
Tiefer Brunnen

- Evangelische Stadtpfarrkirche, erbaut 1732–1748
- Tiefer Brunnen in einem Fachwerkhaus am unteren Marktplatz, 92 Meter tief, 1543–1549 als Radziehbrunnen erbaut, diente über Jahrhunderte der Wasserversorgung
- Denkmal für Abraham Wolfgang Küfner vor dem Unteren Tor
- Teile der ehemaligen Stadtmauer mit zwei Stadttoren (Hinteres Tor und Unteres Tor)
- Ehemaliges Pflegamtsschloss, 1669–1670 erbaut (in Privatbesitz), mittlerweile ausgebaut als luxuriöses Schlosshotel Betzenstein, mit zugehörigem Restaurant Betzenstube und zugehöriger Schnapsbrennerei
- Doppelburg (in Privatbesitz, nicht zugänglich)
- Schmidberganlage mit ca. 12 Meter[13] hohem Aussichtsturm Schmidbergturm

### Natur

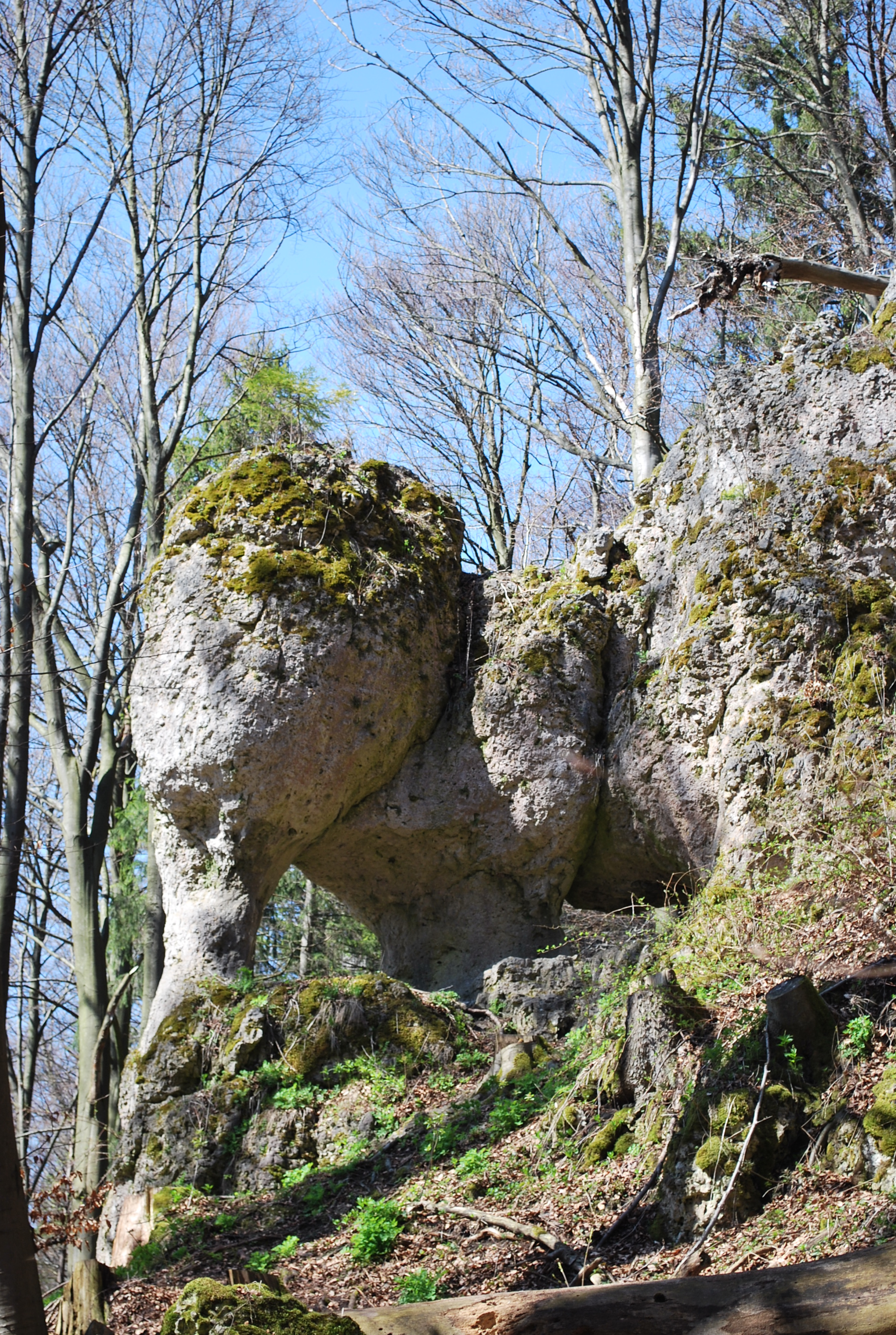
Juraelefant bei Stierberg

- Der Juraelefant bei Stierberg, ein Kalksteinfels mit elefantenähnlichem Aussehen.
- Die Klauskirche, eine etwa dreißig Meter lange Durchgangshöhle beim Freibad Betzenstein (Geotop-Nummer 472H004).
- Der Große Wasserstein, ein Naturdenkmal mit Durchgangshöhle (Wassersteintor) und großem Felsüberhang
- Felsbogen und Höhlensystem im Riff südlich von Leupoldstein
- Das Hexentor, ein Felsentor und Naturdenkmal

### Sport
Die Stadt liegt mitten im Klettergebiet Nördlicher Frankenjura, zahlreiche Wander- und Radwege führen durch das Stadtgebiet. In Betzenstein befindet sich ein beheiztes Freibad und angrenzend der Abenteuerpark Betzenstein mit Kinderkletterwelt. Im Winter wird bei entsprechender Wetterlage südlich der Stadt ein Loipennetz gespurt.
Der FC Betzenstein bietet als Sportarten u. a. Fußball, Tennis und Tischtennis.

## Persönlichkeiten
- Johann Jakob Höfler (* 22. Februar 1714 in Betzenstein; † 22. Februar 1781 in Helmstedt), Jurist und braunschweigischer Gesandter beim Reichskammergericht in Wetzlar.
- Abraham Wolfgang Küfner (* 3. Februar 1760 in Betzenstein; † 5. Oktober 1817 in Ingolstadt), Kupferstecher, Kunsthändler und Verleger. Ihm sagt man nach, das Selbstporträt von Albrecht Dürer gefälscht zu haben.[14][15]

## Verkehrsanbindung
Betzenstein liegt 3 Kilometer entfernt von der Bundesstraße 2 zwischen Nürnberg und Bayreuth. Der Ort ist auch über die A 9, Anschlussstelle Plech, innerhalb von 5 km erreichbar. Die nächstgelegene Bahnlinie ist die Bahnstrecke Nürnberg–Cheb mit den Bahnhöfen Neuhaus an der Pegnitz oder Pegnitz. Betzenstein liegt im Tarifbereich des VGN.